# Nobelium
Nobelium is een scheikundig element met symbool No en atoomnummer 102. Het is een vermoedelijk grijs of zilverwit actinoïde.

## Ontdekking
Nobelium is in 1958 voor het eerst geproduceerd door Albert Ghiorso, Glenn Seaborg, John R. Walton en Torbørn Sikkeland aan de Universiteit van Californië - Berkeley. Het team maakte hiervoor gebruik van de Heavy Ion Lineair Accelerator (HILAC) om curium te bombarderen met 12C-ionen. Later werd hun ontdekking bevestigd door Russische onderzoekers van het Joint Institute for Nuclear Research in Doebna.
Een jaar eerder maakten wetenschappers van het Nobelinstituut in Stockholm al melding van een nieuw element met atoomnummer 102. Op basis hiervan werd de van het Nobelinstituut afgeleide naam nobelium door het IUPAC goedgekeurd.

## Toepassingen
Op kleinschalig onderzoek na zijn er geen toepassingen van nobelium bekend.

## Opmerkelijke eigenschappen
Doordat nobelium alleen in zeer kleine hoeveelheden geproduceerd kan worden, is er weinig over de eigenschappen bekend.

## Verschijning
Van nature komt nobelium op aarde niet in de vrije natuur voor. Het kan in kernreactoren worden geproduceerd door curium te bombarderen met koolstofkernen.

## Isotopen
| Stabielste isotopen | Stabielste isotopen | Stabielste isotopen | Stabielste isotopen | Stabielste isotopen | Stabielste isotopen |
| Iso                 | RA (%)              | Halveringstijd      | VV                  | VE (MeV)            | VP                  |
| ------------------- | ------------------- | ------------------- | ------------------- | ------------------- | ------------------- |
| 253No               | syn                 | 102 s               | α                   | 8,440               | 249Fm               |
| 259No               | syn                 | 58 m                | α                   | 7,910               | 255Fm               |

Er zijn 13 nobeliumisotopen bekend. 259No is met een halveringstijd van 58 minuten het stabielst. Andere isotopen hebben aanmerkelijk kortere halveringstijden.

## Toxicologie en veiligheid
Over de toxicologie van nobelium is niets bekend.